# 로클린 먼로
로클린 먼로(Lochlyn Munro, 1966년 2월 12일 ~ )는 캐나다의 배우이다.

## 출연 작품

### 영화
- 용서받지 못한 자 (1992)
- 욕망을 파는 집 (1993)
- 록스베리 나이트 (1998)
- 드라큘라 2000 (2000)
- 무서운 영화 (2000)
- 프레디 대 제이슨 (2003)
- 화이트 칙스 (2004)
- 컴퍼니 유 킵 (2012)
- 더 프레데터 (2018)
- 코스믹 씬 (2021) - 앨릭스 로크 역
- 러브 하드 (2021)
- 에이펙스 (2021)
- 토탈리 킬러 (2023)

### 텔레비전
- 참드 (1999-2000)
- 리버데일 (2017-19, 2021-22)